# Peter von Bemmel
Pour les articles homonymes, voir von Bemmel.
Peter von Bemmel (Nuremberg, 1685 — Ratisbonne, 1753 ou 1754) est un peintre et graveur allemand.
Il est principalement notable pour ses paysages d'hiver et de tempête et pour être l'initiateur d'une école de peinture de paysage à Nuremberg. Il a aussi gravé quelques-unes de ses compositions.

## Biographie

### Jeunesse et formation
Peter von Bemmel naît à Nuremberg en août 1685,,. Il est le fils de Willem van Bemmel (1630-1708), peintre et graveur néerlandais important ayant terminé sa vie à Nuremberg et initié une « dynastie de peintres bavarois »,,.
Il est formé aux côtés de son frère Johan Georg dans l'atelier de son père,,.
Peter von Bemmel se marie le 1er mars 1706 avec Anna Maria Susanna (c. 1676-1754). Ils ont trois fils et trois filles, parmi lesquels Christoph (1707-1783) et Johann Christoph (1717-1788) deviendront artistes.

### Carrière
Quand son père meurt en 1708, son frère Johann Georg reprend l'atelier. Pour le garder actif, Johan Georg fait appel à plusieurs collaborateurs, dont ses fils Joël Paul et Johann Noah et son frère Peter,.
Peter fonde la jeune école de peinture de paysage de Nuremberg du XVIIIe siècle. Bien que formé par son père, son style devient plus personnel à partir de 1715 environ, abandonnant l'observation stricte des lois de la nature,,.

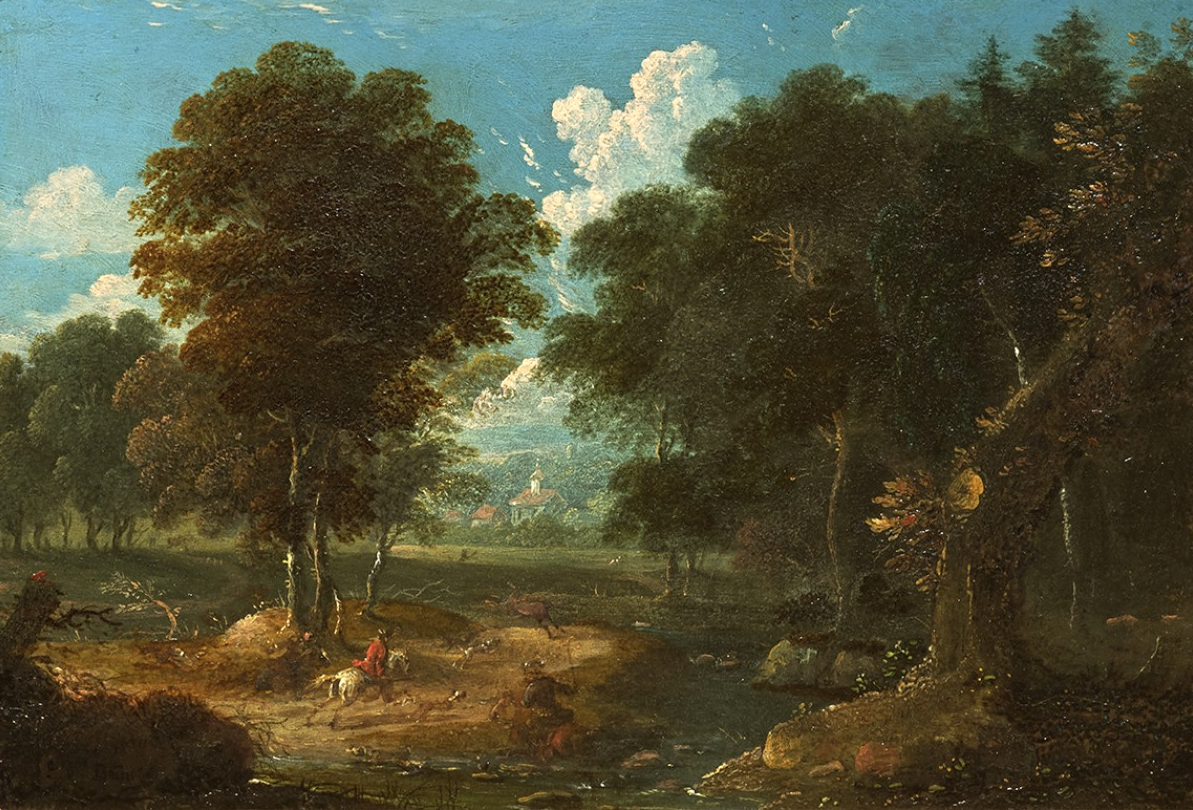
Chasse à Courre aux environs de Nuremberg, huile sur cuivre (non daté, coll. priv.).

Il fait plusieurs voyages à des cours princières et devient peintre de cour à plusieurs courtes reprises auprès des princes-évêques de Ansbach, Bamberg et Wurtzbourg,,,, notamment du comte Franz Konrad von Stadion und Thannhausen. Il travaille principalement à Nuremberg mais séjourne régulièrement à Augsbourg.
Peter von Bemmel est aussi graveur ; on connaît notamment de lui une série de six paysages gravés à l'eau-forte (1716, à Augsbourg),.
Peter von Bemmel meurt à Ratisbonne le 22 septembre 1753,,.
Sa veuve meurt à Nuremberg d'épuisement. Tout comme sa fille Susanna Sabina en 1742, elle est enterrée sans la bénédiction d'un ecclésiastique,.

## Œuvre

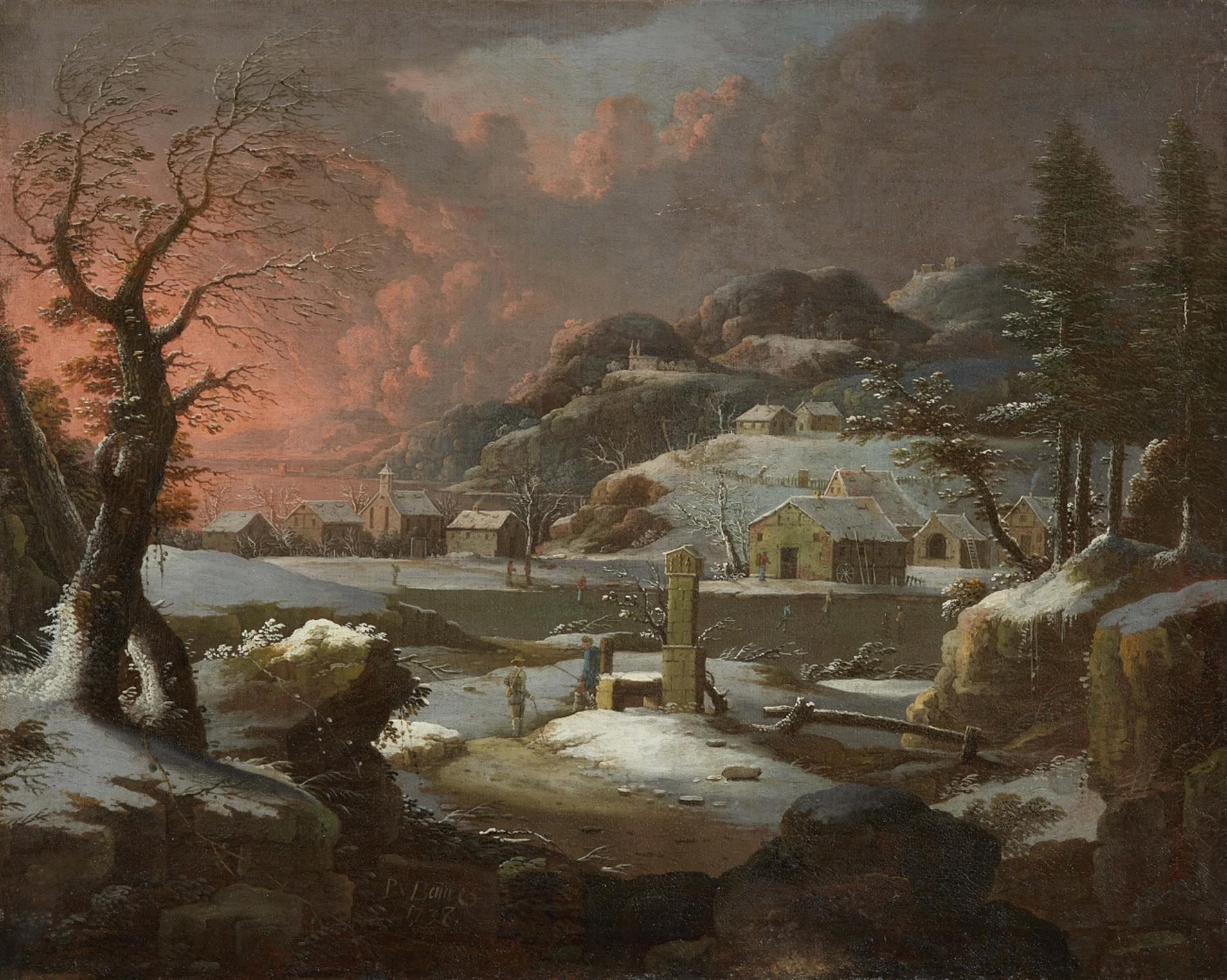
Ambiance de soirée dans un paysage d'hiver (1738, coll. priv.).

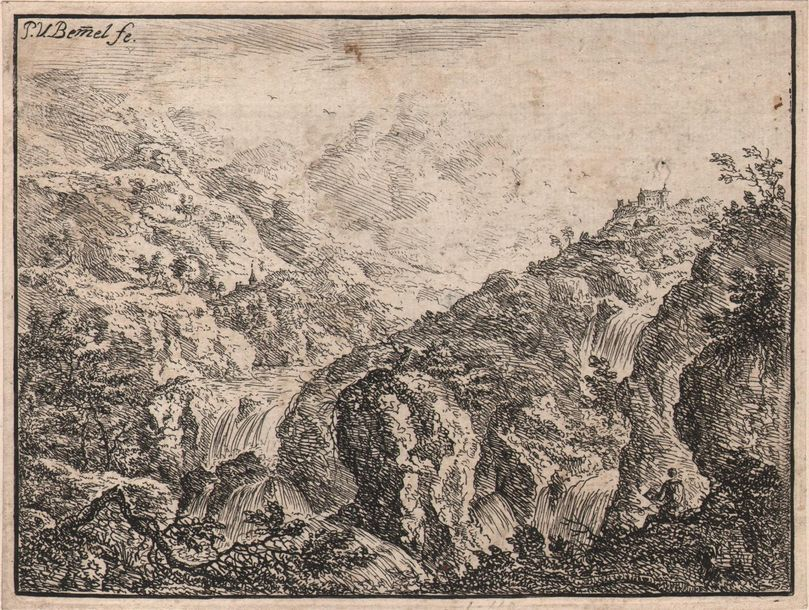
Paysage montagneux avec une chute d'eau, gravure (non daté, coll. priv.).

Peter von Bemmel est notable pour ses paysages d'hiver et de tempête aux compositions énigmatiques, parfois dramatiques, qui incluent des symboles chrétiens,,,. Il utilise aussi des motifs récurrents d'éclairs et de troncs d'arbres brisés par la foudre, ce qui vaut à ses compositions le surnom de « Gewitterbemmel » (braises d'orage). Les bouleaux prédominent dans ses compositions, tandis qu'il fait peintre des figures par son frère Johan Georg et son neveu Johann Noah,.
Initiateur d'une école de peinture de paysage dans sa ville, sa préparation artisanale de peinture à l'huile varie et plusieurs de ses successeurs ont transmis son style de peinture original,.
Peter von Bemmel a reproduit plusieurs de ses paysages en gravure. On connaît notamment une série de six eaux-fortes datées de 1716 et imprimées par H. J. Ostertag à Ratisbonne. Elles se distinguent par leur rapidité d'exécution, et la technique est jugée inefficace.
Ses tableaux sont notamment conservés à :
- Allemagne[2],[3]
  - Augsbourg, Staatsgalerie Altdeutsche Meister (de)
  - Brunswick, Musée Herzog Anton Ulrich
  - Göttingen, Collections d'art de l'université
  - Munich, Bayerische Staatsgemäldesammlungen (de)[13]
  - Nuremberg, Germanisches Nationalmuseum
  - Ratisbonne, Musée du Reichstag
  - Weimar, musée du château

- Collections privées
  - Collection du comte Rothenham, Lever et coucher de soleil[7],[8]
  - Collection d'Hagen à Nuremberg, nombreux paysages, pièces d'animaux et tableaux de bataille[7],[8]
  - Collection Zwinger[8]
  - Galerie du duc de Brunswick à Salzdalum, Paysage avec ruines d'église (1715) et Paysage avec pont (tous deux maintenant à Brunswick)[8]
  - Collection v. Hartmann à Würzburg (20 paysages)[8]